# Pyrausta monosema
Pyrausta monosema is een vlinder van de familie van de grasmotten (Crambidae). De wetenschappelijke naam van deze soort is voor het eerst voorgesteld door George Francis Hampson in een publicatie uit 1912. De spanwijdte bedraagt 28 millimeter.
De soort komt voor in Pakistan (Punjab).